# 尼克拉斯·贝克斯特伦 (1978年)
尼克拉斯·贝克斯特伦（瑞典語：Niklas Bäckström，1978年2月13日—），芬兰男子冰球运动员。他曾代表芬兰国家队参加2006年和2010年冬季奥林匹克运动会冰球比赛，获得一枚银牌和一枚铜牌。